# ناحیه سرمین
ناحیه سرمین (به عربی: ناحیة سرمین) یک ناحیه در سوریه است که در منطقه ادلب واقع شده‌است. ناحیه سرمین ۱۴٬۵۳۰ نفر جمعیت دارد.